# Sumner (Nebraska)
Sumner – wieś w Stanach Zjednoczonych, w stanie Nebraska, w hrabstwie Dawson.